# Campeonato Europeu de Atletismo em Pista Coberta de 2007
O 29º Campeonato Europeu de Atletismo em Pista Coberta foi realizado no National Indoor Arena, em Birmingham, Reino Unido, entre os dias 2 e 4 de março de 2007. 47 nações participaram do torneio com 519 atletas em 26 modalidades. 

## Medalhistas
Masculino 
| Evento               | Ouro                                                                      | Ouro    | Prata                                                                        | Prata    | Bronze                                                                      | Bronze  |
| 60 m                 | Jason Gardener · Grã-Bretanha                                             | 6.51    | Craig Pickering · Grã-Bretanha                                               | 6.59     | Ronald Pognon · França                                                      | 6.60    |
| 400 m                | David Gillick · Irlanda                                                   | 45.52   | Bastian Swillims · Alemanha                                                  | 45.62    | Robert Tobin · Grã-Bretanha                                                 | 46.15   |
| 800 m                | Arnoud Okken · Países Baixos                                              | 1:47.92 | Miguel Quesada · Espanha                                                     | 1:47.96  | Maurizio Bobbato · Itália                                                   | 1:48:71 |
| 1500 m               | Juan Carlos Higuero · Espanha                                             | 3:44.41 | Sergio Gallardo · Espanha                                                    | 3:44.51  | Arturo Casado · Espanha                                                     | 3:44.73 |
| 3000 m               | Cosimo Caliandro · Itália                                                 | 8:02.44 | Bouabdellah Tahri · França                                                   | 8:02.85  | Jesús España · Espanha                                                      | 8:02.91 |
| 60 m com barreiras   | Gregory Sedoc · Países Baixos                                             | 7.63 =  | Marcel van der Westen · Países Baixos                                        | 7.64     | Jackson Quiñónez · Espanha                                                  | 7.65    |
| 4x400 m              | Grã-Bretanha · Robert Tobin · Dale Garland · Philip Taylor · Steven Green | 3:07.04 | Rússia · Ivan Buzolin · Vladislav Frolov · Maksim Dyldin · Artem Sergeyenkov | 3:08.10  | Polónia · Piotr Kędzia · Marcin Marciniszyn · Łukasz Pryga · Piotr Klimczak | 3:08.14 |
| salto em altura      | Stefan Holm · Suécia                                                      | 2.34    | Linus Thörnblad · Suécia                                                     | 2.32     | Martyn Bernard · Grã-Bretanha                                               | 2.29    |
| salto com vara       | Danny Ecker · Alemanha                                                    | 5.71    | Denys Yurchenko · Ucrânia                                                    | 5.71     | Björn Otto · Alemanha                                                       | 5.71    |
| salto em comprimento | Andrew Howe · Itália                                                      | 8.30 ,  | Loúis Tsátoumas · Grécia                                                     | 8.02     | Salim Sdiri · França                                                        | 8.00    |
| salto triplo         | Phillips Idowu · Grã-Bretanha                                             | 17.56 , | Nathan Douglas · Grã-Bretanha                                                | 17.47    | Aleksandr Sergeyev · Rússia                                                 | 17.15   |
| arremesso de peso    | Mikuláš Konopka · Eslováquia                                              | 21.57   | Pavel Lyzhyn · Bielorrússia                                                  | 20.82 PB | Joachim Olsen · Dinamarca                                                   | 20.55   |
| heptatlo             | Roman Šebrle · Chéquia                                                    | 6196    | Aleksandr Pogorelov · Rússia                                                 | 6127     | Andrei Krauchanka · Bielorrússia                                            | 6090    |

Feminino 
| Evento               | Ouro                                                                                    | Ouro      | Prata                                                                           | Prata   | Bronze                                                               | Bronze    |
| 60 m                 | Kim Gevaert · Bélgica                                                                   | 7.12      | Yevgeniya Polyakova · Rússia                                                    | 7.18    | Daria Onyśko · Polónia                                               | 7.20      |
| 400 m                | Nicola Sanders · Grã-Bretanha                                                           | 50.02 ,   | Ilona Usovich · Bielorrússia                                                    | 51.00   | Olesya Zykina · Rússia                                               | 51.69     |
| 800 m                | Oksana Zbrozhek · Rússia                                                                | 1:59.23   | Tetyana Petlyuk · Ucrânia                                                       | 1:59.84 | Jolanda Čeplak · Eslovénia                                           | 2:00.00   |
| 1500 m               | Lidia Chojecka · Polónia                                                                | 4:05.13   | Natalya Panteleyeva · Rússia                                                    | 4:06.04 | Olesya Chumakova · Rússia                                            | 4:06.48   |
| 3000 m               | Lidia Chojecka · Polónia                                                                | 8:43.25   | Marta Domínguez · Espanha                                                       | 8:44.40 | Silvia Weissteiner · Itália                                          | 8:44.81 , |
| 60 m com barreiras   | Susanna Kallur · Suécia                                                                 | 7.87      | Aleksandra Antonova · Rússia                                                    | 7.94    | Kirsten Bolm · Alemanha                                              | 7.97      |
| 4x400 m              | Bielorrússia · Yulyana Yushchanka · Iryna Khliustava · Svetlana Usovich · Ilona Usovich | 3:27.83 , | Rússia · Olesya Zykina · Natalya Ivanova · Zhanna Kashcheyeva · Natalya Antyukh | 3:28.16 | Grã-Bretanha · Emma Duck · Nicola Sanders · Kim Wall · Lee McConnell | 3:28.69   |
| salto em altura      | Tia Hellebaut · Bélgica                                                                 | 2.05      | Antonietta Di Martino · Itália                                                  | 1.96    | Ruth Beitia · Espanha                                                | 1.96      |
| salto com vara       | Svetlana Feofanova · Rússia                                                             | 4.76      | Yuliya Golubchikova · Rússia                                                    | 4.71    | Anna Rogowska · Polónia                                              | 4.66      |
| salto em comprimento | Naide Gomes · Portugal                                                                  | 6.89      | Concepción Montaner · Espanha                                                   | 6.69    | Denisa Ščerbová · Chéquia                                            | 6.64 =    |
| salto triplo         | Carlota Castrejana · Espanha                                                            | 14.64     | Olesya Bufalova · Rússia                                                        | 14.50   | Teresa Nzola Meso Ba · França                                        | 14.49 ,   |
| arremesso de peso    | Assunta Legnante · Itália                                                               | 18.92     | Irina Khudoroshkina · Rússia                                                    | 18.50   | Olga Ryabinkina · Rússia                                             | 18.16     |
| pentatlo             | Carolina Klüft · Suécia                                                                 | 4944      | Kelly Sotherton · Grã-Bretanha                                                  | 4927    | Karin Ruckstuhl · Países Baixos                                      | 4801      |

## Quadro de medalhas
| Ordem | País          | Medalha de ouro | Medalha de prata | Medalha de bronze | Total |
| ----- | ------------- | --------------- | ---------------- | ----------------- | ----- |
| 1     | Grã-Bretanha  | 4               | 3                | 3                 | 10    |
| 2     | Itália        | 3               | 1                | 2                 | 6     |
| 3     | Suécia        | 3               | 1                | 0                 | 4     |
| 4     | Rússia        | 2               | 9                | 4                 | 15    |
| 5     | Espanha       | 2               | 4                | 3                 | 9     |
| 6     | Países Baixos | 2               | 1                | 1                 | 4     |
| 7     | Polónia       | 2               | 0                | 3                 | 5     |
| 8     | Bélgica       | 2               | 0                | 0                 | 2     |
| 9     | Bielorrússia  | 1               | 2                | 1                 | 4     |
| 10    | Alemanha      | 1               | 1                | 2                 | 4     |
| 11    | Chéquia       | 1               | 0                | 1                 | 2     |
| 12    | Irlanda       | 1               | 0                | 0                 | 1     |
| 12    | Portugal      | 1               | 0                | 0                 | 1     |
| 12    | Eslováquia    | 1               | 0                | 0                 | 1     |
| 15    | Ucrânia       | 0               | 2                | 0                 | 2     |
| 16    | França        | 0               | 1                | 3                 | 4     |
| 17    | Grécia        | 0               | 1                | 0                 | 1     |
| 18    | Bulgária      | 0               | 0                | 1                 | 1     |
| 18    | Dinamarca     | 0               | 0                | 1                 | 1     |
| 18    | Eslovénia     | 0               | 0                | 1                 | 1     |

## Participantes por nacionalidade
| - Albânia (2) - Armênia (1) - Áustria (6) - Azerbaijão (1) - Bielorrússia (13) - Bélgica (6) - Bulgária (9) - Croácia (4) - Chipre (3) - Chéquia (10) - Dinamarca (7) - Estónia (10) - Finlândia (15) - França (31) - Geórgia (1) - Alemanha (31) | - Gibraltar (4) - Reino Unido (40) - Grécia (11) - Hungria (7) - Islândia (4) - Irlanda (13) - Israel (3) - Itália (17) - Letônia (9) - Liechtenstein (1) - Lituânia (5) - Luxemburgo (1) - Macedônia do Norte (2) - Malta (3) - Moldávia (1) - Mónaco (1) | - Países Baixos (10) - Noruega (7) - Polónia (27) - Portugal (6) - Roménia (25) - Rússia (64) - San Marino (1) - Sérvia (4) - Eslováquia (8) - Eslovênia (14) - Espanha (37) - Suécia (15) - Suíça (4) - Turquia (4) - Ucrânia (21) |

Legenda
| Recorde mundial       | Recorde mundial (World record)               |                       | Recorde africano                      | Recorde africano (African) |                                           | Q | Classificado por posição (Qualified) |
| Recorde do campeonato | Recorde do campeonato (Championship record)  | Recorde da América    | Recorde da América (Americas)         | q                          | Classificado por melhor tempo (Qualified) |   |                                      |
| Melhor marca do ano   | Melhor marca do ano (World leading)          | Recorde asiático      | Recorde asiático (Asian)              | DNS                        | Não largou (Did not start)                |   |                                      |
| Recorde nacional      | Recorde nacional (National record)           | Recorde europeu       | Recorde europeu (European)            | DNF                        | Não terminou (Did not finish)             |   |                                      |
| Recorde pessoal       | Recorde pessoal do atleta (Personal best)    | Recorde da Oceania    | Recorde da Oceania (Oceania)          | DSQ / DQ                   | Desclassificado (Disqualified)            |   |                                      |
| Recorde da temporada  | Recorde da temporada do atleta (Season best) | Recorde sul-americano | Recorde sul-americano (South America) | NM                         | Sem marca (No mark)                       |   |                                      |